# Premio Piranesi - Prix de Rome
Il Premio Piranesi - Prix de Rome è un premio all’alta formazione classica in architettura, legato alla valorizzazione del patrimonio culturale archeologico. Istituito nel 2003 con la titolazione di "Seminario Internazionale di Museografia di Villa Adriana – Premio Giambattista Piranesi" e ispirato all’esperienza dei pensionnaires francesi di Villa Medici a Roma. A partire dal 2008 ha assunto il nome attuale, giungendo nel 2025 alle XXIII edizione.

## Descrizione
Il Premio è promosso e organizzato da Accademia Adrianea di Architettura e Archeologia Onlus di Roma ed è declinato in diverse categorie concorsuali: il Premio Universitario rivolto agli studenti di architettura, design, archeologia e beni culturali; il Premio di Architettura per l’Archeologia rivolto all’alta professione; il Premio alla Carriera rivolto a professionisti e accademici; e il Premio Scientifico rivolto a atenei impegnati nella ricerca per la valorizzazione del patrimonio;
Il Premio Universitario è stato istituito  nel 2003, con cadenza annuale. Ha sede a Villa Adriana a Tivoli (RM) e coinvolge studenti e docenti.
Il Premio di Architettura per l’Archeologia, è stato istituito nel 2010 sulla base della procedura denominata Call Internazionale per architetture costruite in contesto archeologico. Sono state bandite tre edizioni, nel 2010, 2011 e 2014 e sono state premiate architetture realizzate in contesti internazionali.
Il Premio alla Carriera è stato anch’esso istituito nel 2010 in parallelo al Premio di Architettura per l’Archeologia. Ha cadenza annuale e la prima edizione ha visto l’assegnazione del riconoscimento all’architetto spagnolo Rafael Moneo, già Pritzker Prize nel 1996. Altri due vincitori del Pritzker Prize sono presenti nel novero del premiati insigniti del Piranesi Prix de Rome: Eduardo Souto de Moura, nel 2011, e David Chipperfield nel 2023.
Il Premio Scientifico, è stato istituito nel 2016 ed è rivolto a università coinvolte nella ricerca riferita alle grandi sfide della contemporaneità rispetto ai temi della valorizzazione, gestione e riqualificazione di grandi comparti archeologici e dei contesti ad essi strettamente riferiti. Sono state bandite tre edizioni del Premio Scientifico: nel 2016 per la "Riqualificazione e risignificazione di Via dei Fori Imperiali" a Roma, in collaborazione con l’Ordine degli Architetti, Paesaggisti, Pianificatori e Conservatori della Provincia di Roma; nel 2018 per la "Riqualificazione della Buffer Zone Unesco di Villa Adriana" a Tivoli, in collaborazione con il Ministero della Cultura - Villae; infine, nel 2022-23 per la "Riqualificazione dell’Acropoli di Atene e delle sue adiacenze" in collaborazione con la Scuola Archeologica Italiana di Atene del Ministero della Cultura.

## Albo d'Oro
| Anno      | Categoria                             | Vincitore                        | Note   |
| --------- | ------------------------------------- | -------------------------------- | ------ |
| 2010      | Premio alla Carriera                  | Rafael Moneo                     | [ 7 ]  |
| 2010      | Premio Architettura per l’Archeologia | João Luís Carrilho Da Graça      | [ 8 ]  |
| 2011      | Premio alla Carriera                  | Guido Canali                     | [ 9 ]  |
| 2011      | Premio Architettura per l’Archeologia | Nieto Sobejano Arquitectos       |        |
| 2012      | Premio alla Carriera                  | David Chipperfield               | [ 10 ] |
| 2013      | Premio alla Carriera                  | Peter Eisenman                   | [ 11 ] |
| 2014      | Premio alla Carriera                  | Josè Ignacio Linazasoro          |        |
| 2014      | Premio Architettura per l’Archeologia | Gonçalo Byrne Arquitectos        |        |
| 2014      | Premio Architettura per l’Archeologia | GTRF Associati                   |        |
| 2015      | Premio alla Carriera                  | Bernard Tschumi                  | [ 12 ] |
| 2016      | Premio alla Carriera                  | Yoshio Taniguchi                 | [ 13 ] |
| 2017      | Premio alla Carriera                  | Eduardo Souto de Moura           | [ 14 ] |
| 2018      | Premio alla Carriera                  | Alberto Campo Baeza              | [ 15 ] |
| 2019      | Premio alla Carriera                  | Francesco Venezia                | [ 16 ] |
| 2020/2021 | Premio alla Carriera                  | EMBT - Benedetta Tagliabue       | [ 17 ] |
| 2022      | Premio alla Carriera                  | Franco Purini e Paolo Portoghesi | [ 18 ] |
| 2024      | Premio alla Carriera                  | Mario Botta                      | [ 19 ] |
| 2025      | Premio alla Carriera                  | Franco Stella                    | [ 20 ] |